# Pikeville, North Carolina
Pikeville är en kommun (town) i Wayne County i North Carolina. Orten har fått namn efter markägaren Nathan Pike. Vid 2010 års folkräkning hade Pikeville 678 invånare.